# 格雷梅维莱尔
格雷梅维莱尔（法語：Grémévillers）是法国瓦兹省的一个市镇，属于博韦区（Beauvais）松容县（Songeons）。该市镇总面积6.85平方公里，2009年时的人口为369人。

## 人口
格雷梅维莱尔人口变化图示